# Stella Club d'Adjamé
L'Stella Club d'Adjamé és un club de futbol ivorià de la ciutat d'Abidjan.
El club va ser fundat l'any 1953 com a resultat de la fusió dels clubs Red Star, Etoile d'Adjamé i US Bella.

## Palmarès
- Lliga ivoriana de futbol:[1]
  - 1979, 1981, 1984
- Copa ivoriana de futbol:[2]
  - 1974, 1975, 2012
- Copa de la lliga ivoriana de futbol:[3]
  - 2015
- Copa Houphouët-Boigny:[4]
  - 1977, 1984
- Recopa africana de futbol: 
  - Finalista el 1975
- Copa de la CAF de futbol: 
  - 1993
- Campionat d'Àfrica Occidental de futbol (Copa UFOA): 
  - 1981